# Michel Teló
Michel Teló (* 21. ledna 1981, Medianeira, Brazílie) je brazilský zpěvák a skladatel. Byl členem dvou hudebních skupin, ale za zmínku stojí hlavně skupina Group Tradition, která jeho kariéru zpěváka odstartovala. Jejich největší hity, jako "Goodbye", "The Cauldron", "Forever My Life", "The Brazilian" a "I Want You" složil a nazpíval on. Kromě zpěvu a textařství se také věnuje tanci a hře na harmoniku.

## Biografie
Přestože se narodil v Paraně, žil v Campo Grande, Mato Grosso do Sul. Už od mala se věnoval hudbě. Jeho kariéra začala v roce 1987, kdy sedmiletý chlapec měl své první sólové vystoupení se školním sborem, zpíval "My dear, old man, my friend", píseň Roberta Carlose a Erasma Carlose. Ve 12 letech se stal profesionálním zpěvákem když se připojil ke skupině "Group Guri". Už ve svých 12 letech se stal lídrem kapely Tradition Group. A jeho největším hitem se zatím stal AI SE EU TE PEGO (ANG. OH IF I CATCH YOU).

## Diskografie

### Studiová alba
- Balada Sertaneja (2009)

### Živá alba
- Michel Teló – Ao Vivo (2010)
- Michel na Balada (2011)

## Ocenění a nominace
Na začátku své sólové kariéry vydal album Balada Sertaneja, které nemělo příliš velký úspěch, ale přesto byl nominován v kategorii "Objev roku".
Každopádně jeho životní album Michel Teló – Ao Vivo bylo vysoce úspěšné a přineslo mu nominaci na Latin Grammy v kategorii "Nejlepší Sertanejo album"
V roce 2011 byl Michel nominován na "Nejlepším hnutí country" ve 4 kategoriích: "Nejlepší sólový zpěvák", "Hit roku - Ai se eu te pego!", "Nejlepší CD" a "Nejlepší show."
Na cenu Světlušky (Prêmio Vagalume) byl Michel nominován na ceny "Stránka roku" a "Sociální sítě." Také jeho hit Bara Bara Bere Bere se stal velmi oblíbeným a je ve světových žebříčkách.